# نوردیک ترکیبی

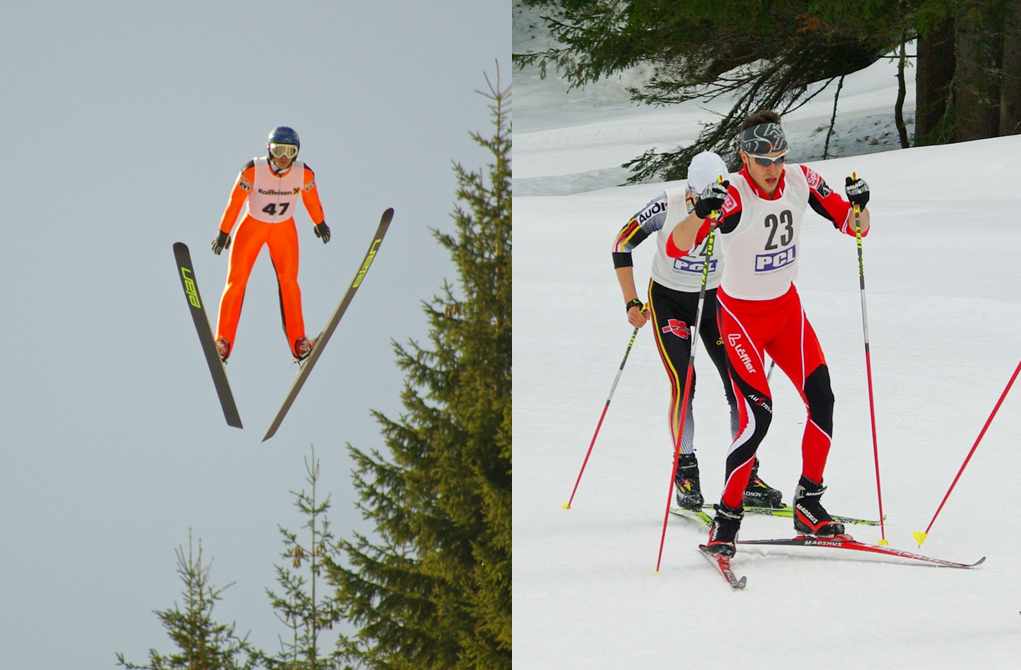
نمایی از نوردیک ترکیبی

ورزش دوگانه زمستانی که با نام نوردیک ترکیبی (به انگلیسی: Nordic combined) نیز خوانده می‌شود یکی از ماده‌های ورزشی حاضر در بازی‌های المپیک زمستانی است که از سال ۱۹۲۴ در این بازی‌ها وجود داشته‌است. این ماده از دو بخش اسکی صحرانوردی و پرش با اسکی تشکیل شده‌است. ورزشکاران شرکت‌کننده در مسابقات این رشته باید در ابتدا ۱۵ کیلومتر مسیر مسابقه اسکی صحرانوردی را طی نمایند و پس از آن مسابقات خود را در پرش با اسکی انجام دهند.